# Wojciech Bychawski (geodeta)
Janusz Wojciech Bychawski (ur. 1 sierpnia 1935 w Warszawie, zm. 31 października 2020) – polski profesor nauk o Ziemi, geodeta.

## Życiorys
W 1959 ukończył studia na Wydziale Geodezji i Kartografii Politechniki Warszawskiej, w 1975 obronił pracę doktorską, następnie w 1982 uzyskał stopień doktora habilitowanego. W latach 70. XX wieku kierował Zakładem Fotogrametrii, należał do inicjatorów powstania Ośrodka Przetwarzania Obrazów Lotniczych i Satelitarnych (OPOLiS). Wojciech Bychawski był prekursorem stosowania w Polsce metod teledetekcji dla potrzeb leśnictwa. 26 października 1990 nadano mu tytuł profesora w zakresie nauk o Ziemi. Został zatrudniony na stanowisku zastępcy dyrektora i sekretarza naukowego w Instytucie Geodezji i Kartografii. W latach 1991–1993 zatrudniony na stanowisku profesora nadzwyczajnego w Politechnice Warszawskiej. Odznaczony m.in. Złotym Krzyżem Zasługi i Złotym Kordelasem Leśnika Polskiego.
Był członkiem Komitetu Geodezji na VII Wydziale – Nauk o Ziemi i Nauk Górniczych Polskiej Akademii Nauk. 
Zmarł 31 października 2020. Pochowany na cmentarzu ewangelicko-augsburskim w Warszawie (aleja 66, grób 16).